# Caibiran
Caibiran là một đô thị cấp năm ở tỉnh Biliran, Philippines. Theo điều tra dân số năm 2000, đô thị này có dân số 19.606 người trong 3.597 hộ.

## Các đơn vị hành chính
Caibiran, về mặt hành chính, được chia thành 17 khu phố (barangay).
| - Alegria - Asug - Bari-is - Binohangan - Cabibihan - Kawayanon - Looc - Manlabang - Caulangohan (Marevil) | - Maurang - Palanay (Pob.) - Palengke (Pob.) - Tomalistis - Union - Uson - Victory (Pob.) - Villa Vicenta (Mainit) |